# Жан Боротра
Жан Лоран Робер Боротра (на френски: Jean Laurent Robert Borotra) е френски тенисист.

## Биография
Жан Лоран Робер Боротра е роден на 13 август 1898 г. във Биариц, Франция, той е най-голямото от четири деца.
През 1938 г. Боротра се жени за Мейбъл дьо Форест и имат един син, двойката се развежда през 1947 г. През 1988 г. той се жени за Жанин Бурдин.
Жан Боротра почива на 17 юли 1994 г. на 95 години след кратко боледуване. Той е погребан в Арбон.

## Кариера
Жан Боротра е един от „Четиримата мускетари“, които доминират в тениса в края на 20-те и началото на 30-те години на XX век. Той печели четири титли от Големия шлем на сингъл в първенствата на Франция, Австралия и Великобритания. Френското първенство от 1924 г. не се зачита към общия му сбор от титли за Големия шлем, тъй като френското първенство е отворено само за френски национали и членове на френските клубове. Той не успява да спечели само Шампионата на САЩ, като по този начин пропуска Големия шлем в кариерата си. Неговата победа на Уимбълдън през 1924 г. го прави първия играч извън англоезичния свят, който печели турнира. 
Първата му поява френския отбор за Купа Дейвис е през 1921 г. Той играе финал на Световното първенство на закрит корт през 1922 г., губи от Анри Коше, но печели на двойки и смесени двойки. 
Жан Боротра е класиран като номер 1 в света от Бил Тилдън през 1930 г., въпреки че Тилдън не се включва в класацията. Той е класиран на второ място от А. Уолис Майерс от „Дейли Телеграф“ през 1926 г.

## Кариерна статистика

#### Титли на сингъл отГолям шлем(4)
| година | турнир       | съперник       | резултат                          |
| ------ | ------------ | -------------- | --------------------------------- |
| 1924   | Уимбълдън    | Рене Лакост    | 6 – 1, 3 – 6, 6 – 1, 3 – 6, 6 – 4 |
| 1926   | Уимбълдън    | Хауърд Кинси   | 8 – 6, 6 – 1, 6 – 3               |
| 1928   | ОП Австралия | Джак Къмингс   | 6 – 4, 6 – 1, 4 – 6, 5 – 7, 6 – 3 |
| 1931   | Ролан Гарос  | Кристиан Бусус | 2 – 6, 6 – 4, 7 – 5, 6 – 4        |

#### Финали на сингъл отГолям шлем(6)
| година | турнир      | съперник    | резултат                          |
| ------ | ----------- | ----------- | --------------------------------- |
| 1925   | Ролан Гарос | Рене Лакост | 5 – 7, 1 – 6, 4 – 6               |
| 1925   | Уимбълдън   | Рене Лакост | 3 – 6, 3 – 6, 6 – 4, 6 – 8        |
| 1926   | ОП САЩ      | Рене Лакост | 4 – 6, 0 – 6, 4 – 6               |
| 1927   | Уимбълдън   | Анри Коше   | 6 – 4, 6 – 4, 3 – 6, 4 – 6, 5 – 7 |
| 1929   | Ролан Гарос | Рене Лакост | 3 – 6, 6 – 2, 0 – 6, 6 – 2, 6 – 8 |
| 1929   | Уимбълдън   | Анри Коше   | 4 – 6, 3 – 6, 4 – 6               |

#### Титли на двойки в турнири от Големия шлем (9)
| година | турнир       | партньор    | съперник                    | резултат                           |
| ------ | ------------ | ----------- | --------------------------- | ---------------------------------- |
| 1925   | Ролан Гарос  | Рене Лакост | Анри Коше Жак Брюньон       | 7 – 5, 4 – 6, 6 – 3, 2 – 6, 6 – 3  |
| 1925   | Уимбълдън    | Рене Лакост | Джон Хенеси Реймънд Кейси   | 6 – 4, 11 – 9, 4 – 6, 1 – 6, 6 – 3 |
| 1928   | ОП Австралия | Жак Брюньон | Гар Мун Джим Уилард         | 6 – 2, 4 – 6, 6 – 4, 6 – 4         |
| 1928   | Ролан Гарос  | Жак Брюньон | Анри Коше Рене дьо Бюзелет  | 6 – 4, 3 – 6, 6 – 2, 3 – 6, 6 – 4  |
| 1929   | Ролан Гарос  | Рене Лакост | Анри Коше Жак Брюньон       | 6 – 3, 3 – 6, 6 – 3, 3 – 6, 8 – 6  |
| 1932   | Уимбълдън    | Жак Брюньон | Пат Хюз Фред Пери           | 6 – 0, 4 – 6, 3 – 6, 7 – 5, 7 – 5  |
| 1933   | Уимбълдън    | Жак Брюньон | Риосуки Нунои Джиро Сатох   | 4 – 6, 6 – 3, 6 – 3, 7 – 5         |
| 1934   | Ролан Гарос  | Жак Брюньон | Джак Крофърд Вивиан Макграт | 11 – 9, 6 – 3, 2 – 6, 4 – 6, 9 – 7 |
| 1936   | Ролан Гарос  | Жак Брюньон | Дон Макнил Чарлз Харис      | 6 – 4, 4 – 6, 0 – 6, 6 – 2, 8 – 10 |

#### Финали на двойки в турнири от Големия шлем (3)
| година | турнир      | партньор    | съперник                 | резултат                           |
| ------ | ----------- | ----------- | ------------------------ | ---------------------------------- |
| 1927   | Ролан Гарос | Рене Лакост | Анри Коше Жак Брюньон    | 6 – 2, 2 – 6, 0 – 6, 6 – 1, 4 – 6  |
| 1934   | Уимбълдън   | Жак Брюньон | Джордж Лот Лестър Стофен | 2 – 6, 3 – 6, 4 – 6                |
| 1939   | Ролан Гарос | Жак Брюньон | Дон Макнил Чарлз Харис   | 6 – 4, 4 – 6, 0 – 6, 6 – 2, 8 – 10 |

#### Титли на смесени двойки в турнири от Големия шлем (5)
| година | турнир       | партньор           | съперник                          | резултат            |
| ------ | ------------ | ------------------ | --------------------------------- | ------------------- |
| 1925   | Уимбълдън    | Сюзан Ланглан      | Елизабет Райън Уберто де Морпурго | 6 – 3, 6 – 3        |
| 1926   | ОП САЩ       | Елизабет Райън     | Хейзъл Хочкис Рене Лакост         | 6 – 4, 7 – 5        |
| 1927   | Ролан Гарос  | Маргьорит Брокедис | Лили Алварес Бил Тилдън           | 6 – 4, 2 – 6, 6 – 2 |
| 1928   | ОП Австралия | Дафни Акхърст      | Есна Бойд Джак Хоукс              | default             |
| 1934   | Ролан Гарос  | Колет Розамбер     | Елизабет Райън Ейдриън Куист      | 6 – 2, 6 – 4        |